# Nafplio
Nafplio (neugriechisch Ναύπλιο [ˈnafpliɔ] (n. sg.), auch Nauplion, altgriechisch Ναυπλία Nauplia (f. sg.), von 1686 bis 1715 italienisch Napoli di Romania) ist eine Hafenstadt am Argolischen Golf auf der Peloponnes in Griechenland. Die eigentliche Stadt hat 14.203 Einwohner (2011) und war von 1829 bis 1834 die provisorische Hauptstadt von Griechenland. Die Gemeinde Nafplio wurde zuletzt im Jahr 2011 durch Eingemeindungen erheblich vergrößert und zählt 33.356 Einwohner.

## Geographie
Die Stadt liegt als Hafenstadt direkt am Meer auf der Peloponnes. Korinth liegt etwa 50 km nördlich, Athen etwa 140 km nordöstlich der Stadt. Die Nachbarorte sind folgende:
| Argos            | Korinth                                     |           |
| Argolischer Golf | Kompassrose, die auf Nachbargemeinden zeigt | Epidavros |
|                  | Argolischer Golf                            | Kranidi   |

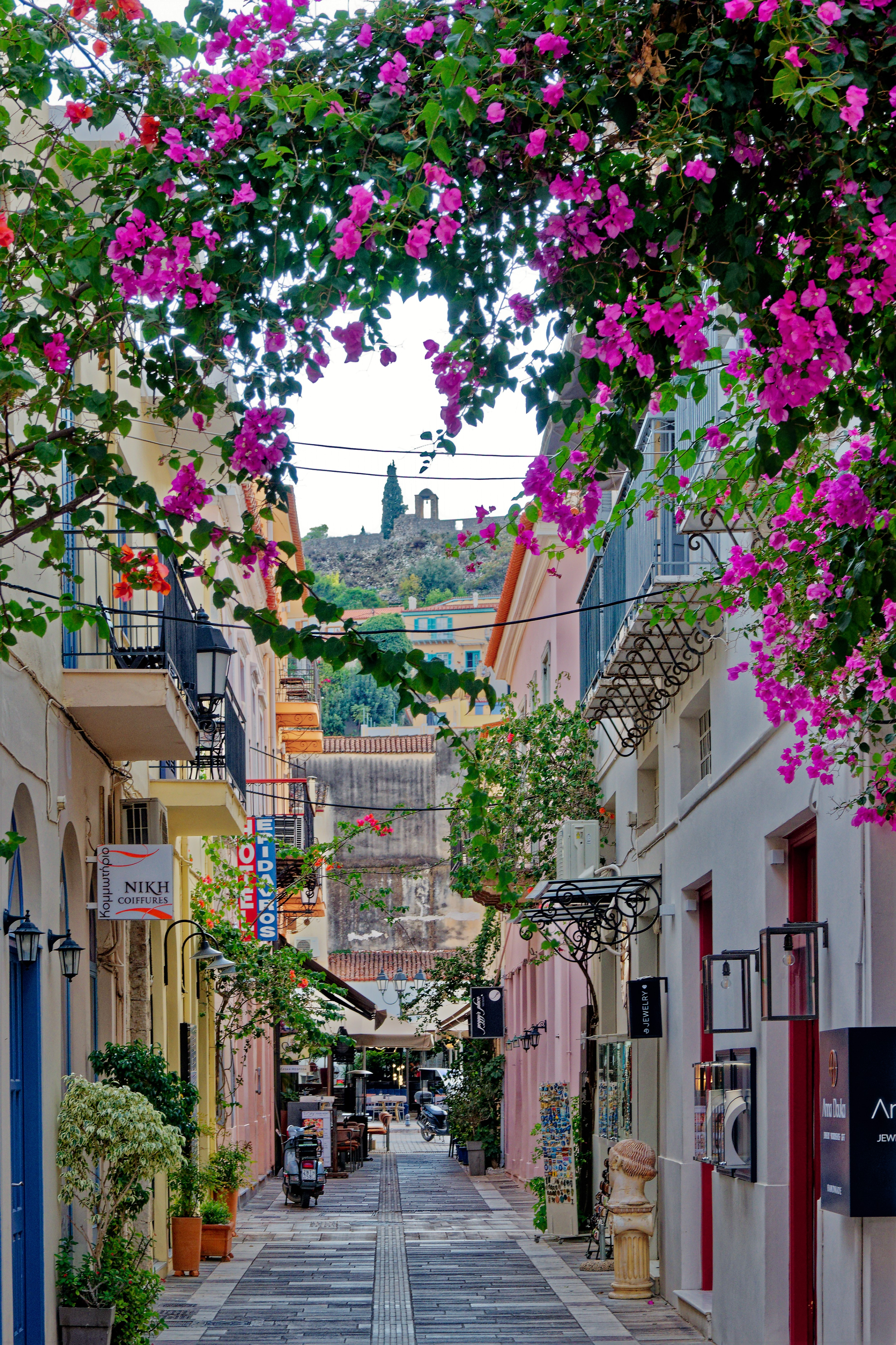
Die blumengeschmückten Gassen der bei Touristen beliebten Innenstadt.

Wenige Kilometer außerhalb der Stadt liegt das Nonnenkloster Agia Moni, das 1144 gegründet wurde. Bischof Leo von Argos erbaute 1149 die zugehörige Theotokou-Kirche, seine Widmungsinschrift ist neben der Westtür angebracht. Die Kirche hat einen äußeren und einen inneren Narthex, ihre Kuppel ist auf vier Säulen aufgesetzt.

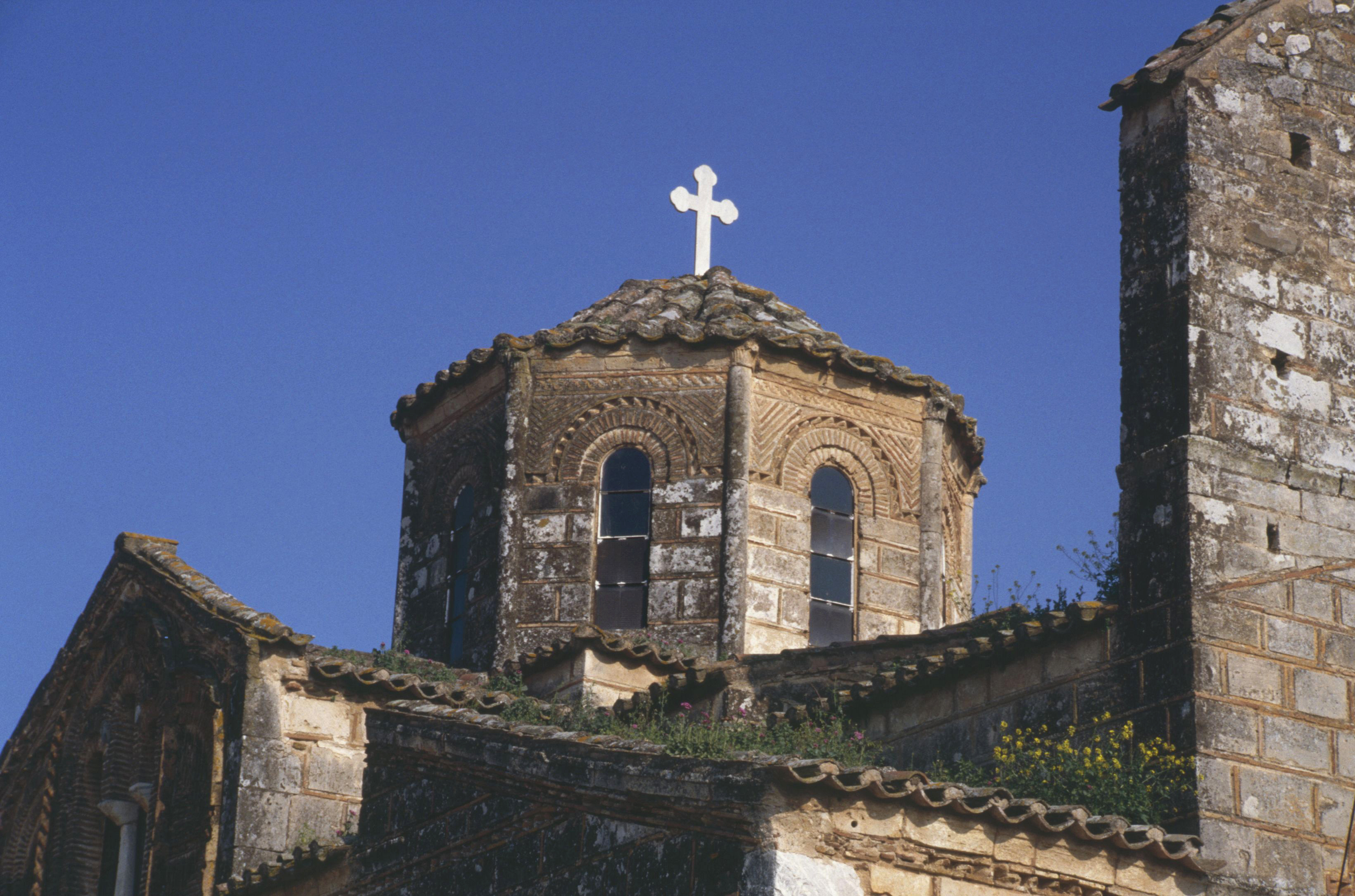
Detail der Panagia-Kirche in Agia Triada

Etwa 4 km nördlich von Nafplio steht in Agia Triada am Ortseingang die Kirche der Panagia, gebaut in der zweiten Hälfte des 12. Jahrhunderts. Ihr Mauerwerk besteht aus Hausteinen mit Ziegel-Zwischenlagen, an der Oberkante verläuft eine Mäanderborte.

## Geschichte

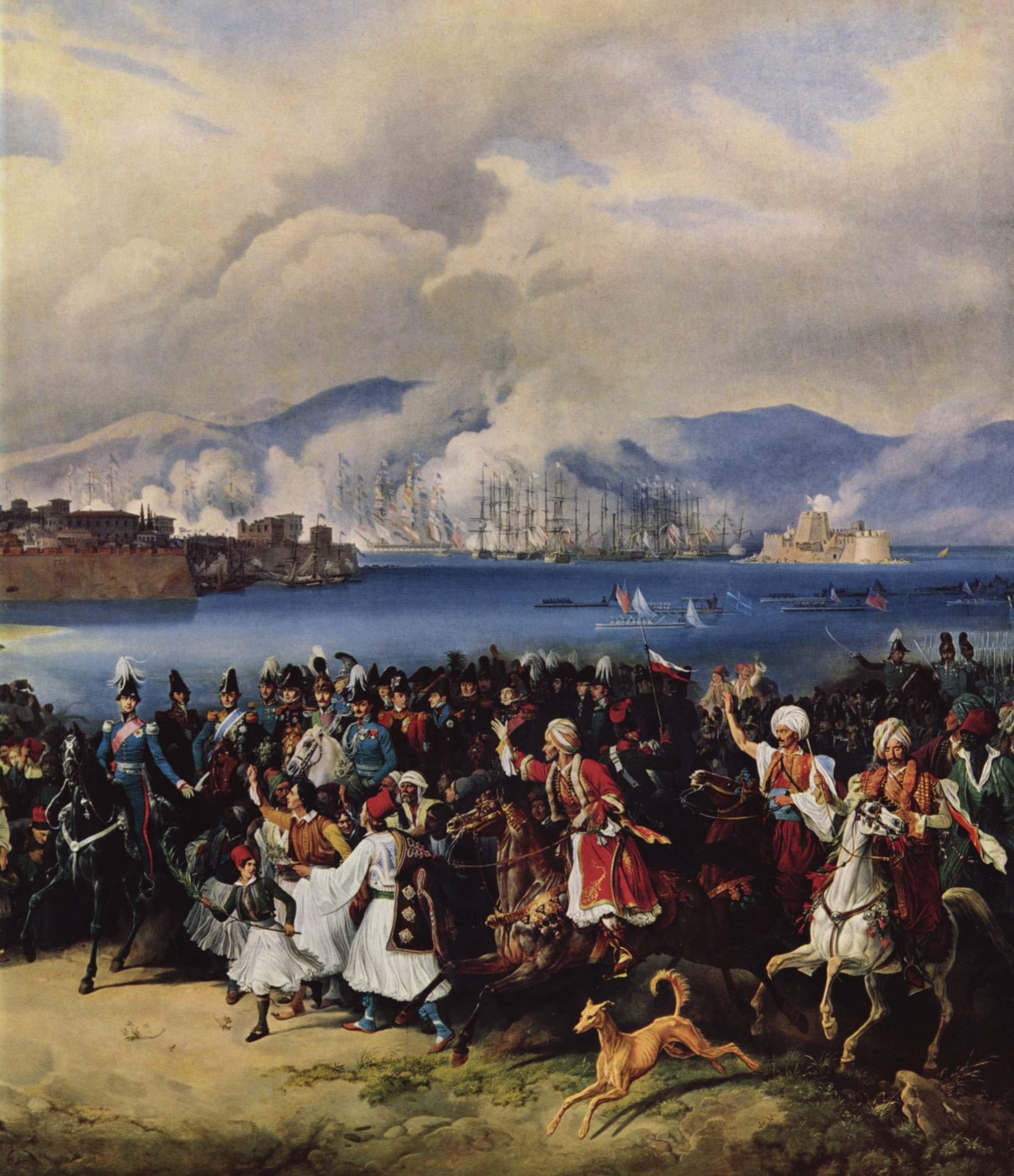
„Einzug König Ottos in Nauplia“, Peter von Hess, 1835

Der Name des Ortes wird wahrscheinlich bereits um 1370 v. Chr. unter Amenophis III. in einer seiner Ortsnamenlisten als Nupliya (nw-pi-r'-i-y) erwähnt. Zu jener Zeit bestanden Handelsbeziehungen zwischen Ägypten und der Argolis.
Dem Mythos zufolge wurde die Stadt unter dem Namen Nauplia von Nauplios, dem Sohn des Poseidon und der Amymone, gegründet und war die Heimat des Sagenhelden Palamedes. Im 7. Jahrhundert v. Chr. wurde Nauplia vom benachbarten Argos erobert, ansonsten spielte es in der Antike keine größere Rolle und war bereits im 2. Jahrhundert v. Chr. verlassen.
In byzantinischer Zeit wurde Nafplio neu gegründet und erlangte durch seine strategische Lage Bedeutung. 1211 wurde Nafplio während der Zeit des Lateinischen Kaiserreichs von den Venezianern erobert. Ab dem 14. Jahrhundert wanderte in die Region eine Vielzahl von Albanern von Nordwesten ein, welche als Arvaniten im Griechischen Unabhängigkeitskrieg eine zentrale Rolle spielten. 1542 kam die Stadt zwischenzeitlich unter türkische Herrschaft, jedoch wurde sie von den Venezianern zurückerobert und war als „Napoli di Romania“ von 1686 bis 1715 die Hauptstadt der Provinz Morea. Während dieser Zeit wurde die Stadt nochmals stark befestigt, wovon noch heute die Bastion Palamidi zeugt. 1715 wurde es unter Sultan Ahmed III. unter grausamsten Umständen von den Türken erobert, die ein Massaker an der griechischen Zivilbevölkerung und den venezianischen Soldaten verübten.
Nafplio wurde während der Griechischen Revolution ein Jahr lang von griechischen Revolutionstruppen belagert und schließlich im Dezember 1822 erobert.
Von 1829 bis 1834 war Nafplio nach Ägina (1827–1829) die zweite Hauptstadt des modernen Griechenland nach der Unabhängigkeit vom Osmanischen Reich. 1833 wurde die Stadt Residenz von Otto von Bayern, der griechischer König wurde. Im Jahr 1834 zog der Hof nach Athen, das seither die griechische Hauptstadt ist.

## Wirtschaft
Neben dem Hafen ist heute die Haupteinnahmequelle der Einwohner von Nafplio der Tourismus. Nafplio war eine der ersten Regionen, in der sich der Massentourismus auf dem Festland entwickelte. 

## Verkehr
Nafplio erhielt 1886 Bahnanschluss in Richtung Korinth. Die meterspurige Strecke wurde letztendlich zur Bahnstrecke Korinth–Kalamata ausgebaut, von der der Streckenast nach Nafplio in Argos abzweigt. Die Stichstrecke wurde in den 1960er Jahren geschlossen, 2005 nach einer Grundsanierung mit einem neuen Endbahnhof am Hafen von Nafplio wiedereröffnet und mit dem gesamten schmalspurigen Eisenbahnnetz der Peloponnes 2011 erneut außer Betrieb gesetzt.
Durch das Busunternehmen ΚΤΕΛ (KTEL) ist Nafplion mit Athen, Korinth und vielen umliegenden Städten verbunden. Der Busbahnhof befindet sich in der Andrea-Siggrou-Straße 6–8.

## Sehenswürdigkeiten

### Alte Stadtbefestigungen

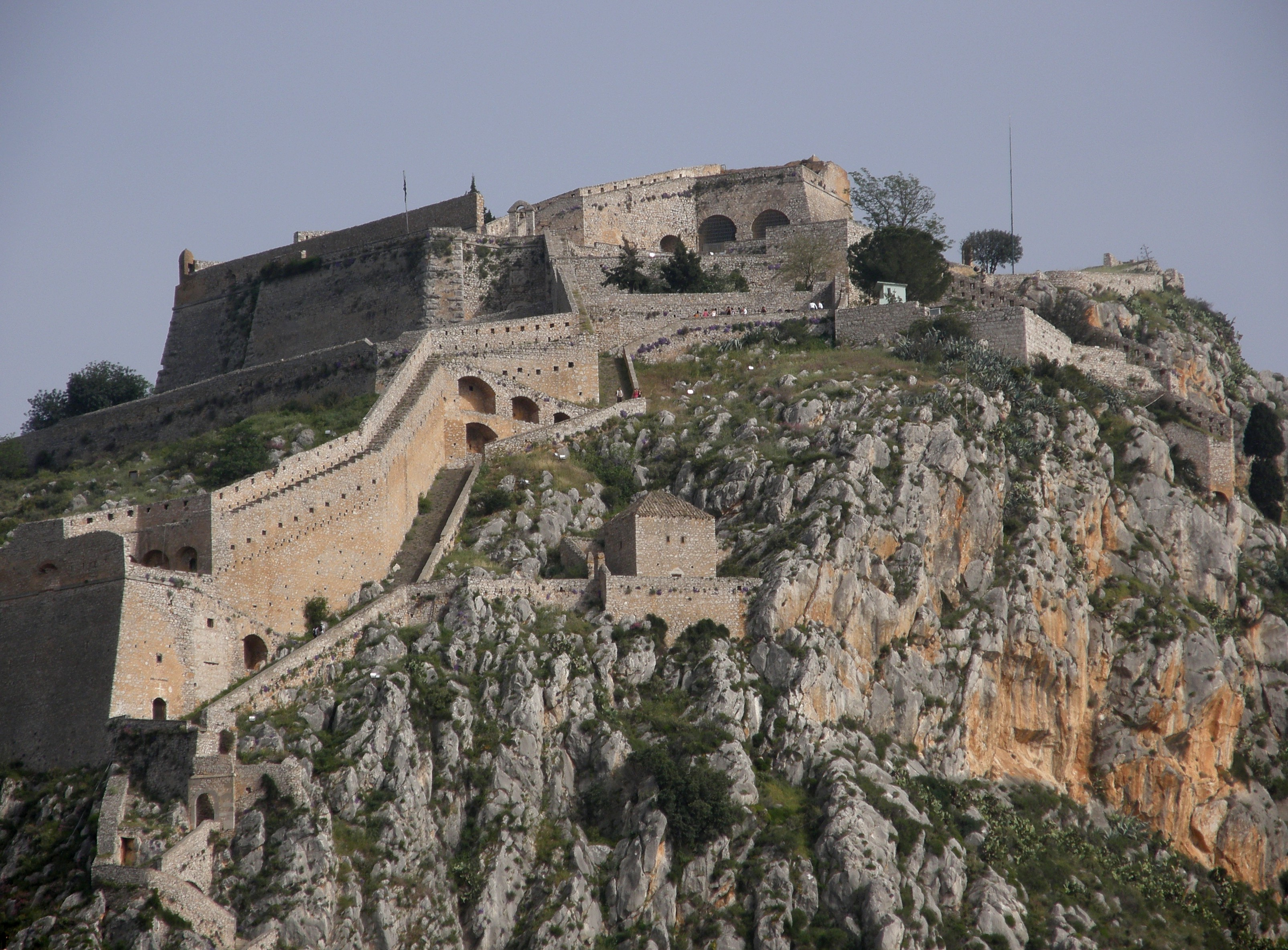
Palamidi-Festung

Die Altstadt von Nafplio liegt auf einer Halbinsel unterhalb des Burgberges Akronafplia. Zentrum der Altstadt ist der Syntagma-Platz (Πλατεία Συντάγματος Platia Syndagmatos, deutsch ‚Verfassungsplatz‘), an dem zwei historisch bedeutsame Gebäude stehen: Die 1713 erbaute venezianische Kaserne, die heute das Archäologische Museum beherbergt, und eine ehemalige Moschee. Die 1550 erbaute Aga-Pascha-Moschee diente 1825 als Tagungsort des ersten griechischen Parlaments und wird deshalb als Vouleftiko (Βουλευτικό) bezeichnet.
Zu den Sehenswürdigkeiten Nafplios zählen die drei Festungen der Stadt: Die Festung Akronafplia befindet sich auf dem Burgberg oberhalb der Altstadt; die von den Venezianern 1711–1714 erbaute Palamidi-Festung bekrönt eine 216 m hohe Anhöhe östlich der Altstadt und ist nach dem antiken Sagenhelden Palamedes benannt. Man erreicht sie entweder mit dem Auto oder erklimmt die etwa 900 Stufen (angeblich sind es 999, wahrscheinlich 857). Die Bourtzi-Festung liegt auf einer kleinen Insel vor der Hafeneinfahrt, sie wird im Volksmund auch „Henkersinsel“ genannt, da sie ehemals Wohnstätte des Henkers und Gefängnis der Delinquenten war.
Von früheren Stadtmauern sind zwei Schutzwehrtürme sowie zwei Stadttore erhalten.
Auf der Platia Filellinon (Πλατία Φιλελλήνων ‚Platz der Philhellenen‘) stand einst ein venezianischer Schutzwehrturm, der aber 1866 abgerissen wurde. Heute bildet das Denkmal der Freunde Griechenlands den Mittelpunkt dieses Platzes. Es wurde 1903 zum Gedenken an die französischen Verbündeten errichtet, die Griechenland im Befreiungskampf gegen die Türken halfen. Der Entwurf des Obelisken stammte aus Paris, ausgeführt wurden die Arbeiten jedoch in Griechenland. Auf einer Seite sind in einem Relief die Personifikationen Griechenlands und Frankreichs dargestellt.

### Kirchen
Neben dem Eingang der Kirche Agios Spiridonas wurde 1831 der erste griechische Regierungschef Ioannis Kapodistrias ermordet.
Weitere erhaltene Gotteshäuser sind Agia Sofia, Agios Nikolaos, Panagia (Muttergottes), Agii Pandes (Allerheiligen), Agios Georgios.
Die Franziskaner verwalten die römisch-katholische Kirche Metamorfosis tou Sotiros (Christi Verklärung) in Nafplio.

### Museen
Außer dem bereits genannten Archäologischen Museum sind in Nafplio noch ein Kriegsmuseum und ein Volkskundemuseum vorhanden (letzteres wurde in einem Gebäude des bis 1963 in Betrieb befindlichen Bahnhofsgebäudes eingerichtet). Zudem wurde 1998 ein Komboloi-Museum gegründet.

### Sonstige Sehenswürdigkeiten

#### Löwe der Bayern (Λιοντάρι των Βαυαρών)
Im Stadtteil Pronia findet man einen aus dem Felsen gehauenen schlafenden Löwen. Er soll an die in den Jahren 1833 und 1834 für die Freiheit Griechenlands gestorbenen bayerischen Soldaten erinnern. Geschaffen wurde er von Christian Heinrich Siegel im Auftrag des bayerischen Königs Ludwig I. im Jahr 1840.

#### Bahnhofspark
Der Bahnhofspark, entstanden aus dem Bereich des ersten in Nafplio gebauten Bahnhofsgeländes, ist mit dem historischen Bahnhofsgebäude, einer Musikschule und einem grünen Palmenhain ein beliebter Erholungsort in der Stadt.

#### Platia Trion Navarchon
Auf der Platia Trion Navarchon (Πλατεία Τριών Ναυάρχων ‚Platz der drei Admiräle‘) befindet sich die erste Grundschule und gegenüber seit 1833 die erste Oberschule Griechenlands, die heute als Rathaus benutzt wird.

## Personen der Stadtgeschichte
- Leon Sgouros († 1208), autonomer byzantinischer Herrscher in Griechenland zu Beginn des 13. Jahrhunderts
- Stamatis Voulgaris (1774–1842), erarbeitete 1828 städtebauliche Pläne für das Stadtzentrum und den Vorort Prónoia
- Ioannis Kapodistrias (1776–1831), erstes Staatsoberhaupt Griechenlands nach der griechischen Revolution
- Staikos Staikopoulos (1798–1835), griechischer Nationalheld, der 1821 die Stadt von der Fremdherrschaft befreite
- Kalliopi Papalexopoulou (1809–1899), Philanthropin und Oppositionsführerin im Aufstand von Nafplio 1862 gegen König Otto I.
- Otto I. (1815–1867), erster König von Griechenland, wohnte 1833/1834 in Nauplio
- Timoleon Filimon (1833–1898), Journalist, Politiker und Intellektueller
- Jean Karadja Pascha (1836–1894), phanariotischer Offizier und Diplomat des Osmanischen Reiches
- Rigas von Euler-Chelpin (1837–1923), bayerischer Generalleutnant
- Jean Spiropoulos (1896–1972), Jurist

## Partnerstädte
- Ottobrunn
- Royan
- Menton